# 泰姆尼茨塔尔
泰姆尼茨塔尔（德語：Temnitztal）是德国勃兰登堡州的一个市镇，隶属于东普里格尼茨-鲁平县。总面积为52.47平方千米，截至2020年总人口为1506人。